# Фантастична четворка (филм из 2015)
Фантастична четворка  (енгл. Fantastic Four; стилизовано као Fant4stic) је амерички филм из 2015. заснован на Марвеловим стриповима о тиму суперхероја истог назива. Филм је режирао Џош Тренк, док главне улоге играју Мајлс Телер, Мајкл Б. Џордан, Кејт Мара, Џејми Бел и Тоби Кебел. Филм је добио лоше критике и код публике и код критичара. Добио је награду Златна малина за најгори филм, најгори римејк и најгору режију.

## Радња
Тим од четворо људи бивају телепортовани у алтернативни универзум, где се њихова физичка форма мења у сржи и они добијају нове способности. Сада морају да науче да их користе и раде као тим како би спасили Земљу од заједничног непријатеља.

## Улоге
| Глумац           | Улога                            |
| ---------------- | -------------------------------- |
| Мајлс Телер      | Рид Ричардс/Господин Фантастични |
| Мајкл Б. Џордан  | Џони Сторм/Човек бакља           |
| Кејт Мара        | Сузан Сторм/Невидљива жена       |
| Џејми Бел        | Бен Грим/Створ                   |
| Тоби Кебел       | Виктор вон Дум/Доктор Дум        |
| Реџ Е. Кети      | др Френклин Сторм                |
| Тим Блејк Нелсон | Харви Елдер                      |